# Tre settimane d'amore
Tre settimane d'amore (Week-End in Havana) è un film del 1941 diretto Walter Lang.

## Produzione
Il film fu prodotto dalla Twentieth Century Fox Film Corporation.
Le scene di danza furono girate dal coreografo Hermes Pan.

## Distribuzione
Distribuito dalla Twentieth Century Fox Film Corporation, venne presentato in prima a Denver l'8 ottobre 1941, per poi uscire nelle sale il 17 ottobre. In Messico, il film fu distribuito il 15 gennaio 1942 con il titolo A La Habana me voy; in Portogallo, come Férias em Havana, il 17 aprile; in Svezia, tradotto in Weekend i Havanna, il 31 agosto. Nel 1943, uscì anche il Finlandia (19 settembre, come Viikonloppu Havannassa). Nel 1949, venne presentato in Spagna (26 maggio a Madrid, 30 maggio a Barcellona).